# Siemens (RMV)
Locomotiva Elétrica Siemens-Schuckert typo Bo-Bo  foi produzida pela Siemens-Schuckert, com a parte mecânica fabricada pela Schwarzkop, em 1934 e 1935. A entrega destas locomotivas foi parte de um contrato realizado pela EFOM, para o fornecimento três subestações, oito locomotivas e todo material elétrico necessário, entretanto quando foram entregue já havia sido criada a Rede Mineira de Viação.